# Anouk Shutterberg
Œuvres principales
Jeu de peaux (2021)
Bestial (2022)
La Nuit des fous (2023)
In Extremis (2025)
Anouk Shutterberg est une autrice française de romans policiers, membre du collectif "Les Louves du polar".

## Biographie

### Débuts
Tavelloise d'origine, Anouk Shutterberg entreprend des études de droit jusqu'à l'obtention d'un master. Elle enchaîne avec un master de communication et réalise un mémoire de fin d'études sur le marché de l'art.
Férue d'art contemporain et collectionneuse à ses heures, elle travaille dans plusieurs galeries d'art du 12e arrondissement à Paris. Elle devient ensuite rédactrice dans le milieu de la communication d'entreprise et fonde sa propre société de conception rédaction pour des entreprises privées. Elle travaille aussi comme journaliste sur le web.

### Carrière de romancière
En 2021, Anouk Shutterberg sort son premier roman, Jeu de peaux, un thriller sur fond d’art contemporain, chez Plon. Le roman obtient le Prix Dora-Suarez. Suivent Bestial, un thriller cold case, lauréat du Prix Découverte Iris Noir Bruxelles, et La Nuit des fous (Récamier, 2023), un roman psychologique qui s'appuie sur un secret de famille. Ces trois romans mettent en scène un duo de policiers : le commandant Stéphane Jourdain et le capitaine Lucie Bunevial. Les romans sont reliés les uns aux autres mais peuvent se lire indépendamment.
Dans In Extremis (2025), une journaliste cherche à démasquer un tueur en série qui sévit en Savoie. Pour Le Parisien, « outre son habileté à entretenir la tension, l'autrice plonge dans la tête du tueur en intercalant, entre les chapitres, ses confessions à la façon d'un journal intime. »
Depuis 2024, elle se consacre exclusivement à l'écriture. Elle ne peut pas écrire sans musique. Ses romans sont tous accompagnés d'une playlist dans laquelle figurent les morceaux qui l'ont inspirée au moment de l'écriture.
Elle est membre avec Céline Denjean du collectif "Les Louves du polar". Elle habite Paris.

## Œuvre

### Romans
Série "Jourdain et Bunevial"
1. Jeu de peaux. Paris : Plon, 04/2021, 361 p.  (ISBN 978-2-259-30624-9) Rééd. Pocket n° 18533, 05/2022, 351 p.  (ISBN 978-2-266-32287-4)
2. Bestial. Paris : Plon, 05/2022, 428 p.  (ISBN 978-2-259-30753-6) Rééd. Pocket n° 19021, 05/2023, 442 p.  (ISBN 978-2-266-33439-6)
3. La Nuit des fous. Paris : Récamier, coll. "Noir", 11/2023, 361 p.  (ISBN 978-2-38577-031-0) Rééd. Pocket n° 19505, 03/2025, 363 p.  (ISBN 978-2-266-34570-5)

Autre roman
- In Extremis. Paris : Récamier, coll. "Noir", 03/2025, 393 p.  (ISBN 978-2-38577-165-2)

### Nouvelle
- Soud Risperdal, dans Dérapages : 19 histoires inédites, le meilleur du polar se conjugue au féminin / les Louves du polar. Paris : Pocket Thriller n° 19853, 06/2025, p. 316-351.  (ISBN 978-2-266-35403-5)

### Livre lu
- Jeu de peaux / lu par Amélie Belohradsky. Audible Studios, 08/2021. Durée : 8h20 min. Version intégrale.

## Prix littéraires et distinctions

### Récompenses obtenues
- 2022 : Prix Découverte de la Vouivre, décerné lors du salon « L’Automne sera noir » du Deschaux, pour Jeu de peaux[7]
- 2022 : Prix Découverte Iris Noir Bruxelles, pour Bestial[8]
- 2023 : Prix Dora-Suarez du Meilleur Premier Roman - catégorie "Frisson", pour Jeu de peaux[9]
- 2023 : Prix Noir sur Ormesson, décerné lors du Salon du polar d'Ormesson-sur-Marne pour La Nuit des fous[10].

### Romans finalistes et sélections
- 2024 : La Nuit des fous finaliste du Prix de l'Évêché, décerné lors du salon "Polar du Sud" de Marseille.
- 2024 : La Nuit des fous sélectionné pour le Prix « Cabri d’Or », organisé par l'Académie Cévenole[11].
- 2024 : La Nuit des fous sélectionné pour le Prix Méditerranée Polar, organisé par le Centre Méditerranéen de littérature et la Ville du Barcarès, décerné lors du Festival Méditerranée Polar Aventure de Port-Barcarès.
- 2025 : La Nuit des fous finaliste du Prix Nouvelles Voix du Polar (sélection française) organisé par les éditions Pocket.
- 2025 : La Nuit des fous sélectionné pour le Prix des libraires U - catégorie Polar.
- 2025 : In Extremis sélectionné pour le Prix Ensemble pour l'Imaginaire, organisé par La Ligue de l'Imaginaire et les Libraires Ensemble, décerné lors du "Festival sans nom" de Mulhouse.